# Nova Anglija
Nòva Ánglija (angleško New England) je regija Združenih držav Amerike, ki leži v severovzhodnem koncu države. Njeno gospodarsko in kulturno središče je Boston, ki je obenem tudi najštevilčnejše mesto v regiji. Regija zajema naslednje zvezne države:
- Connecticut
- Maine
- Massachusetts
- New Hampshire
- Rhode Island
- Vermont

Občasno se v regijo prišteva tudi del zvezne države New York vzhodno od reke Hudson.
Nova Anglije je morda med vsemi regijami ZDA najbolje definirana, saj države bolj kot v drugih regijah druži podobnost in skupna dediščina. Kulturni in zgodovinski sorodnosti navkljub pa se sever in jug Nove Anglije razlikujeta v tem, da je prvi bolj poljedelski, drugi pa bolj urbaniziran. Ta razlika obstaja vse od samega začetka in je rezultat zgodovinske poselitve, ne pa trendov v zadnjem času.
Nova Anglija skupaj s srednjeatlantskimi zveznimi državami sestavlja regijo, imenovano Ameriški severovzhod.